# Истерлин, Ричард
Ричард Истерлин (англ. Richard A. Easterlin; 12 января 1926, Берген — 14 декабря 2024) — американский экономист и демограф. Первопроходец в области экономики счастья.
Магистр (экономика, 1949) и доктор философии (1953) Пенсильванского университета. Преподавал в Пенсильванском (1953—1982; профессор с 1960) и Южно-Калифорнийском (с 1982) университетах.
Академик Американской академии искусств и наук (с 1978) и Национальной академии наук США (с 2002). Почётный член Американской экономической ассоциации (с 2006).
Президент Population Association of America в 1978 году.
Награды: IUSSP Laureate Award (2010), IZA Prize in Labor Economics (Институт экономики труда, 2009).
Автор гипотезы истерлиновских циклов, согласно которым колебания рождаемости имеют цикличную природу с периодом около 50 лет. Развивает эту гипотезу Диана Макунович. В целом гипотеза показывает хорошие результаты, особенно в странах ОЭСР с высоким уровнем дохода во второй половине 20 века.
Умер в возрасте 98 лет.

## Основные произведения
- Population, Labor Force, and Long Swings in Economic Growth: the American Experience (1968).[11]
- Статья «Does Economic Growth Improve the Human Lot? Some Empirical Evidence» Архивная копия от 5 июля 2010 на Wayback Machine // Nations and households in economic growth 89 (1974). — около 3 тыс. цитирований
- «Рождение и судьба» (Birth and Fortune: The Impact of Numbers on Personal Welfare, 1980, 1987, ISBN 0226180328)
- «Революция рождаемости: анализ спроса и предложения» (The Fertility Revolution: A Supply-Demand Analysis, 1985, в соавторстве с Э. Кримминс);
- «Триумфальный экономический рост: двадцать первый век в исторической перспективе» (Growth Triumphant: The Twenty-first Century in Historical Perspective, 1996);
- «Экономист сопротивляющийся: перспективы экономической теории, экономической истории и демографии» (The Reluctant Economist: Perspectives on Economics, Economic History, and Demography, 2004).